# Виговський Олександр Хомич
Олекса́ндр Хомич Виго́вський (9 грудня 1888, с. Давидки Овруцького повіту Волинської губернії — † 24 червня 1939 Варшава) — український військовий діяч, підполковник Армії УНР.

## Біографія
Народився в с. Давидки Овруцького повіту Волинської губернії. Закінчив педагогічні курси при Житомирському 2-класному педагогічному міському училищі (1906), викладав у початкових сільських школах. У 1915 р. був мобілізований рядовим до російської армії, служив у 495-й Рязанській, 99-й та 124-й ополченських робітничих дружинах, 27-й інженерній дружині. З 23 грудня 1917 р. — військовий урядовець у ранзі колезького секретаря житомирського військового начальника.
З 8 лютого 1918 р. — ад'ютант оперативного відділу похідного штабу військового міністра Центральної Ради О. Жуківського. З 3 березня 1918 р. — секретар начальника Генерального штабу УНР, згодом — Української Держави. З 30 вересня 1918 р. дістав ранг титулярного радника. 
З 2 грудня 1918 р. — секретар начальника штабу військ Директорії. З 19 грудня 1918 р. — секретар начальника Головного управління Генерального штабу (ГУГШ). З 25 грудня 1918 р. — в. о. начальника канцелярії ГУГШ Дієвої армії УНР. З 1 березня 1919 р. — начальник загального відділу ГУГШ. 06 грудня 1919 р. був інтернований польською владою у Рівному. З 8 квітня 1920 р. був приділений до 2-ї запасної бригади Армії УНР. З 24 травня 1920 р. — начальник військово-похідної канцелярії Головного Отамана С. Петлюри. З 27 жовтня 1921 р. — адміністративний сотник. 

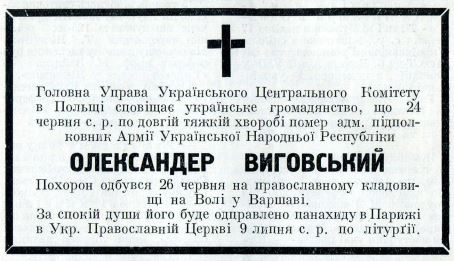
Повідомлення про смерть підполковника Армії УНР Олександра Виговського.

З березня 1927 р. — начальник статистичного мобілізаційного відділу і підвідділу Генерального штабу УНР в екзилі. Очолював варшавський відділ вишколу Українського Центрального Комітету (1935 р.).
Помер у Варшаві 24 червня 1939, похований на православному цвинтарі Воля.